# Kaki Arkarazo
Kaki Arkarazo Barandiaran es un músico, instrumentista y productor musical vasco nacido en Lazcano (Guipúzcoa, España).
Ha sido miembro de los grupos M-ak, Kortatu, Negu Gorriak y Nación Reixa, en los que tocaba la guitarra y ejercía de productor. Además, ha producido a artistas como Fermin Muguruza, Dixebra, Os Diplomáticos de Monte-Alto, Chucho, Kashbad, Anari, Amparanoia, Betagarri, Banda Bassotti, Skanda, Los Brodies, Atom Rhumba o Los DelTonos.
Actualmente trabaja como productor en sus propios estudios de grabación, los estudios Garate, situados en Andoáin.

## Historia

### Los años 80: M-akmeetsKortatu
Kaki nace y crece en Lazcano. A los 15 años obtiene el título de profesor de euskera, gracias al cual comienza a impartir clases en el ayuntamiento de Bilbao. Comienza a estudiar sociología, pero termina abandonando la carrera. En su mente ya está presente el dedicarse a la música como aficionado.
Debido a ello se traslada a Fuenterrabía primero, donde monta un estudio de grabación casero, y a San Sebastián después, a trabajar en la Radio. Corría el año 1982. Comienza a tocar y a entablar amistad con la escena local de músicos y comienza a ejercer de técnico de sonido en los Estudios IZ, donde se grabarán posteriormente muchísimos discos del nuevo rock vasco durante los 80.
Conoce a Xabier Montoia, quien por entonces tocaba en un grupo llamado Hertzainak. Montoia acaba abandonando su proyecto y se une junto a Kaki (guitarra) a los hermanos Fernan y Mikel Irazoki (a la base rítmica) para formar el grupo M-ak. Publican cinco álbumes (M-ak, IZ, 1983; Emeak, eta Arrak, Nuevos Medios, 1986; Zuloa, IZ, 1987; Barkatu Ama, IZ, 1989 y Gor, Zarata, 1990). El grupo aguanta hasta 1990, fecha en la que aparece su último disco, Gor. En esos momentos, Xabier empieza a preparar su futura carrera de escritor. M-ak no fue un grupo de masas en su momento, pero durante los 90 fueron muy reivindicados por los nuevos grupos vascos y hoy es una banda de culto en los pequeños círculos del rock vasco.
En 1987, Kaki publica su único disco en solitario, Matxinadak (IZ, 1987). Ese mismo año recibe la proposición de Fermin e Iñigo Muguruza para producir lo que será el tercer disco de Kortatu, Kolpez Kolpe (Oihuka, 1988). Entran a grabar en los estudios IZ. Los hermanos Muguruza, que eran grandes fanes de M-ak, tocan una versión de "Ehun Ginen", de M-ak, en el disco. Para la versión les acompaña Mikel Laboa poniendo voces. Los Muguruza y Kaki entablan una profunda amistad, lo que hace que este se incorpore a Kortatu como segundo guitarrista, acompañándoles en su última gira, que culmina con la grabación del doble LP en directo Azken Guda Dantza (Nola!, 1988). Durante la gira les acompañan M-ak de teloneros. Gracias a esta gira, el grupo liderado por Kaki y Montoia logra algo de reconocimiento dentro del circuito del llamado Rock Radikal Vasco.
Los hermanos Muguruza deciden disolver Kortatu, pero deciden, junto a Kaki, hacer algo en un futuro no muy lejano. Negu Gorriak están a punto de nacer.

### Los años 1990: Negu Gorriak y Nación Reixa
Con Kortatu disueltos, Kaki se concentra en la grabación de los dos últimos discos de M-ak. Durante estos dos años, se reúne con los hermanos Muguruza en la bajera de su casa, donde tenía un pequeño estudio. Allí, preparan una maqueta completamente autoproducida y comienzan a moverla. Fermin se ocupa de los textos, mientras que Iñigo y Kaki (sobre todo este último) se ocupan de ponerles música y de grabar los diferentes samplers que utilizan, explorando la fusión del rock con nuevos sonidos. Entre ellos, están el rap (los tres son grandes fanes de Public Enemy) y la música negra en general como soul y funk (de la que Kaki es un gran aficionado), además de hardcore, ritmos latinos, etc.
El grupo se presenta en un tributo a Mikel Laboa que Xabier Montoia estaba preparando (Txerokee, Mikel Laboaren kantak, Elkar/IZ, 1990). Xabier le propone a Fermin entregar algo. Kaki y los Muguruza preparan una versión de "Gaberako Aterbea". Precisamente de esta canción obtienen el nombre del grupo: Negu Gorriak.
En 1990 aparece su primer disco: Negu Gorriak (Oihuka), pero deciden que no saldrán de gira por el momento. Su primer gran concierto lo reservan para la marcha que hacen todos los años familiares de presos vascos a la cárcel de Herrera de la Mancha (concierto que aparecería en Herrera de la Mancha. 90-12-09, Esan Ozenki, 1991). En este concierto se les une como bajista Mikel "Anestesia" (Mikel Kazalis).
En 1991 dan un paso de gigante. El trío inicial se configura definitivamente como quinteto con la incorporación de Mikel "Bap!! (Mikel Abrego) a la batería. Además, sacan adelante su propia compañía discográfica: Esan Ozenki. Además de editar sus propios discos, deciden hacer lo propio con otros grupos vascos que cantaran en euskera. Posteriormente crearían la división Gora Herriak para grupos que cantasen en otras lenguas. Publican su nuevo disco Gure Jarrera, que es unánimemente alabado por la crítica musical (desde Radio 3, El País, Diario 16 o la revista musical Rockdelux, que elige Gure Jarrera como disco nacional del año). Esta vez el grupo inicia una gira (llamada "Power to the People Tour 91") que le llevará por países como Francia, España, Italia, Reino Unido o Cuba. Como testimonio editan el maxi-single Gora Herria (Esan Ozenki, 1991), que contiene una remezcla de "Gora Herria" (en la que colaboran Manu Chao y Joseba Tapia) y varios cortes grabados en directo durante la gira.
Durante 1993 aparece, según la crítica, la obra cumbre del grupo, el doble vinilo Borreroak Baditu Milaka Aurpegi (Esan Ozenki). Incluso diarios conservadores como Abc o El correo Español se muestran elogiosos respecto al nuevo álbum de Negu Gorriak. Rockdelux vuelve a premiarles con el primer puesto de la lista de mejores discos nacionales (algo que, a fecha de hoy,  no se ha repetido: sólo Negu Gorriak han colocado dos discos en el número uno de la citada revista) y con el puesto número 30 en la lista de "los 100 mejores discos españoles del siglo XX". El grupo se embarca en "Itxurakeriari Stop!! Hypocrsy Tour 93", una nueva gira (la más larga que realizarán en su historia) que les lleva a Checoslovaquia, Italia, Alemania, terminando el 30 de octubre en Bilbo ante 9.000 personas. El concierto se graba y se editará como Hipokrisiari Stop! Bilbo 93-X-30 (Esan Ozenki, 1994). En mayo de este año, el Teniente-Coronel de la Guardia Civil Enrique Rodríguez Galindo demanda a Negu Gorriak y a Angel Katarain (técnico de sonido de la banda) por un delito de "daños al honor y difamación del buen nombre". El motivo es la canción "Ustelkeria" (de Gure Jarrera), en la que Negu Gorriak, basándose en un informe del fiscal donostiarra Luis Navajas, acusan al Coronel de narcotráfico. Galindo exige un pago de 15 millones de pesetas (90.000 euros), además de no poder tocar la canción en directo, ni incluirla en futuras reediciones del disco.
A lo largo de 1994 Negu Gorriak no edita ningún trabajo de estudio, no así Kaki. Ese año se une a Antón Reixa (cantante del grupo gallego Os Resentidos) para formar Nación Reixa. Los dos músicos se intercambian cintas con textos y bases programadas. Cuando encuentran un hueco, se reúnen en el estudio casero de Kaki. Consiguen grabar su primer disco para la multinacional DRO (Alivio Rápido), que sale al mercado en doble edición: castellano y galego. Kaki se encarga de tocar todos los instrumentos. Antón pone los textos y juntos trabajan en las programaciones y samplers. En el disco se mezclan rock, funk y acid jazz. La música negra sigue presente en la carrera de Kaki.
Se pierde la gira que Negu Gorriak realizan por El Salvador en apoyo del FMLN, debido a una operación en la que le extirpan el bazo y la vesícula. Debido a su ausencia, el grupo gira con el nombre de NG Brigada. Una vez recuperado, sí estará presente en el "Hegoamerikan Tour 94", con el que los vascos recorren parte de  América Latina: México, Argentina o Uruguay.  A modo de resumen de lo hecho durante el año, editan otro vídeo, Negu Gorriak Telebista. NGTB 94 (Esan Ozenki).
En 1995 aparece el cuarto trabajo de estudio de los vascos, Ideaia Zabaldu (Esan Ozenki). Se da un giro en el sonido hacia ritmos latinos, como resultado de sus giras por Latinoamérica por lo que el disco es mucho más positivo que el claustrofóbico Borreroak. Aunque la demanda de Galindo fue desestimada en los Juzgados de Primera Instancia, la Audiencia Provincial de San Sebastián falla a favor de este, lo que hace peligrar el futuro del grupo y la discográfica, ya que no dispone de los más de 60.000 euros que les pide el recién ascendido a General. El grupo recurre ante el Tribunal Supremo y la sentencia queda a la espera de la resolución por este tribunal. En junio se lanzan otra vez a la carretera, iniciando también una campaña de solidaridad y a favor de la libertad de expresión, que culmina con la edición de un recopilatorio solidario con el grupo en Italia: Parla! Libertà d'espressione (Radio Tandem, Esan Ozenki-Gora Herriak, 1996). Negu Gorriak contribuyen con el tema "Une Hilak". Además, organiza, junto a sus compañeros de grupo, el festival "Hitz Egin", también a favor de la libertad de expresión. Kaki actúa con Negu Gorriak y Nación Reixa junto a bertxolaris o bandas como Su Ta Gar, Ama Say o Kashbad.
En 1996 Negu Gorriak edita el disco Ustelkeria (Esan Ozenki). El álbum tiene como objetivo recaudar fondos ante el proceso judicial abierto, y contiene rarezas, caras B de sus singles y temas inéditos. Se realiza una tirada limitada (1.500 copias) que se venden a 5.000 pesetas (unos 30 euros). El disco no se distribuye por tiendas, se vende solo por correo acompañado de un libreto con información sobre el juicio. Este año Negu Gorriak se disuelven, dando su último concierto en las jornadas organizadas por las asociaciones juveniles Jarrai y Gazteriak. Comparte cartel con Zebda, Dut y Ice-T & Body Count. Con la noticia de su disolución, entregan su último disco de estudio, Salam Agur (Esan Ozenki), compuesto enteramente por versiones de grupos que han influenciado a los vascos como The Clash, Minor Threat, Bob Marley, Redskins, The Who u Otis Redding. El grupo promete volver si ganan el juicio.
En 1997 aparece el segundo disco de Nación Reixa, Safari Mental, esta vez grabado para Esan Ozenki-Gora Herriak. A pesar del buen trato que reciben de DRO, deciden cambiar por una compañía más pequeña para moverse más cómodos. Para esta ocasión se convierten en trío con la incorporación de Mikel Abrego a la batería. El disco se publica exclusivamente en galego. Aparecen un puñado de colaboradores como Drake (bajista de BAP!!, actualmente en Inoren Ero Ni), Javi P3Z (DJ, miembro de Parafünk o Instrümental), Izaskun Forzada y Mikel Cazalis (ambos en el grupo de rock industrial 2 Kate, el segundo miembro del grupo de trash metal Anestesia, de Negu Gorriak y actualmente de Kuraia) y Mikel Azpiroz (al órgano Hammond). Los sonidos vuelven a la mezcla con la que brabaron su anterior álbum, profundizando más en el funk más bailable. En el disco aparece una relectura del tema "Denok Gara Malcolm X" que compusieron Reixa y Arkarazo para Borreroak Baditu Milaka Aurpegi de Negu Gorriak. Durante este año dan más de veinte conciertos por España.
Con la disolución de Nación Reixa, Kaki ayuda a Antón Reixa a preparar su primer disco en solitario, Escarnio (El Europeo/Esan Ozenki-Gora Herriak, 1999), que acabará produciendo. Durante las giras de Nación Reixa, Antón se dedicaba a leer pequeños textos para los que Kaki buscaba bases y ambientes musicales y diferentes samplers. Estos textos, acompañados de varios juegos interactivos, dan forma a un CD-libro que coeditan Esan Ozenki-Goira Herriak y El Europeo, que había editado discos como el acalamado Omega (1996) de Enrique Morente y Lagartija Nick.

### Sentencia absolutoria y los Estudios Garate
El 7 de junio de 2000, el Tribunal Supremo absuelve a Negu Gorriak de todos los cargos al considerar que la querella de Galindo estaba mal planteada. Los abogados de este no recurren, y Negu Gorriak anuncia, en enero de 2001, la victoria sobre el Guardia Civil y la celebración de dos conciertos de Negu Gorriak como despedida final y agradecimiento a todo el apoyo recibido durante el proceso. Este no es el último revés judicial que sufre el General Galindo. Dentro de los procesos abiertos en 1996 contra la "trama de los GAL" (Grupos Antiterroristas de Liberación), es condenado  a 75 años de prisión por secuestro, tortura y asesinato de Joxi Lasa y Josean Zabala. En 2002 es inhabilitado y se le retira su rango de General por parte del Ministerio de Defensa. En marzo de 2004 se le aplica el tercer grado penitenciario. En total cumplió cinco años de cárcel.
Los conciertos se celebran en febrero en Bayona (4.000 personas) y en el velódromo de Anoeta en San Sebastián (13 000 personas). Debido a la venta masiva de entradas (se agotan en menos de un mes) y a la expectación creada, el grupo anuncia que se realizarán dos conciertos en Anoeta. Además, se reedita Ustelkeria para su venta en tiendas. Alrededor de 30.000 personas fueron testigos de los tres últimos conciertos de Negu Gorriak.
La reagrupación de Negu Gorriak hace que los italianos Banda Bassotti, disueltos en 1994, se reagrupen también para tocar como teloneros. Con estos conciertos, la Banda Bassotti comienza a publicar nuevos discos. El primero de ellos, Un Altro Giorno D'Amore (Gridalo Forte, 2001) es un doble CD grabado directo durante el concierto que dieron en el Centro Social Okupado "Villaggio Globale" (Roma). En este concierto, Kaki colabora con ellos como técnico de sonido en directo, y terminará produciendo todos sus discos posteriores.
Esan Ozenki, discográfica siempre unida a Negu Gorriak,  se disuelve junto con el grupo, pero reaparece como un nuevo proyecto: Metak (y Gora Herriak se transforma en Alter-Metak). A comienzos de 2006, Metak anunció su desaparición ante las malas ventas de discos.
Durante el año 2000, Kaki cre sus propios estudios de grabación, los Estudios Garate, situados en Andoáin (Guipúzcoa), cerca de San Sebastián. El complejo consta de dos estudios de grabación y apartamentos para alojar a los grupos que acuden a grabar. En los estudios trabajan el propio Kaki, Haritz Harreguy (guitarrista de Sen), Mikel Abrego e Izaskun Silva (compañera de Kaki). Los tres primeros trabajan como técnicos, productores y mezcladores, mientras que Izaskun trabaja como relaciones públicas con grupos y discográficas.
Por los estudios han pasado grupos y músicos como Chucho, ADN, Fermin Muguruza, Dixebra, Kashbad, Anari, Amparanoia, Betagarri, Banda Bassotti, Atom Rhumba, La Muñeca de Sal, Los Deltonos, Habeas Corpus, Eraso, Soziedad Alkoholika, Sagarroi,  Skalariak, Berri Txarrak, Kaotiko, Kuraia, Miqui Puig, Manta Ray, Cultura Probase o el grupo de payasos Takolo, Pirritx eta Porrotx, Guerrilla Urbana (banda).
Aparte de su trabajo en los estudios, Kaki acompaña a bandas como Betagarri, Atom Rhumba o Banda Bassotti en sus giras en calidad de técnico de sonido.

## Discografía como músico

### Discos en solitario
- Matxinadak (IZ, 1987)

### M-ak
- M-ak (IZ, 1983)
- Emeak, eta Arrak (Nuevos Medios, 1986)
- Zuloa (IZ, 1987)
- Barkatu Ama (IZ, 1989)
- Gor (Zarata, 1990)

### Kortatu
- Azken Guda Dantza (Nola!, 1988)

### Negu Gorriak
- Negu Gorriak (Oihuka, 1990). LP y CD. Reeditado en por Esan Ozenki en 1996.
- Gure Jarrera (Esan Ozenki, 1991). LP y CD.
- Herrera de la Mancha. 90-12-29 (Esan Ozenki, 1991). VHS.
- Gora Herria (Esan Ozenki, 1991). Maxisingle. Reeditado en CD en 1994, incluyendo como tema extra «Apatxe gaua».
- Tour 91+1 (Esan Ozenki, , 1992). VHS.
- Borreroak Baditu Milaka Aurpegi (Esan Ozenki, 1993). Doble LP y CD.
- Negu Gorriak Telebista (Esan Ozenki, 1994). VHS.
- Hipokrisiari Stop! Bilbo 93-X-30 (Esan Ozenki, 1994). Disco en directo. LP y CD.
- Ideia Zabaldu (Esan Ozenki, 1995). LP y CD.
- Ustelkeria (Esan Ozenki, 1996). Recopilatorio de maquetas y rarezas; originalmente editado como disco de apoyo que sólo se vendía por correo. Reeditado para la venta en 1999.
- Salam, Agur (Esan Ozenki, 1996). CD.
- 1990 - 2001 (Metak, 2005). DVD. Incluye los tres VHS y parte de los conciertos que dieron en 2001. Incluye un CD con temas en directo de esos mismos conciertos.

### Nación Reixa
- Alivio Rápido (DRO, 1994)
- Safari Mental (Esan Ozenki-Gora Herriak, 1997)

### Antón Reixa
- Escarnio (El Europeo/Esan Ozenki-Gora Herriak, 1999)

## Discografía como productor
Además de producir todos los discos en los que ha participado (ver "Discografía como Músico"), estas son algunas grabaciones en las que ha intervenido como productor:
- Kortatu: Kolpez Kolpe (Oihuka, 1988).
- La Burla: Molestando a los Vecinos (IZ, 1989).
- Yo soy Julio César: Lo estamos pensando (Discos Suicidas, 1989)
- Delirum Tremens: Hiru Aeroplano (Oihuka, 1990).
- Soziedad Alkoholika: Soziedad Alkoholika (Overdrive, 1991).
- Su Ta Gar: Jaiotze Basatia (Zarata Diskak, 1991), Hortzak Estuturik (Esan Ozenki, 1992).
- Etsaiak: Etsaien (Esan Ozenki, 1992).
- Os Resentidos: Ya Están Aquí (Gasa, 1993).
- Laja eta Landakanda: Gure Oroigarri (IZ, 1994).
- Banda Bassotti: Avanzo Di Cantiere (Gritalo Forte/Esan Ozenki-Gora Herriak, 1995), Un Altro Giorno D'Amore (Gritalo Forte, 2001), L'Altra Faccia Dell'Impero (Gritalo Forte, 2002), Así Es la Vida (Gritalo Forte, 2003), Amore e Odio (Gritalo Forte, 2004).
- Os Diplomáticos de Monte-Alto: Avante toda (Fonomusic, 1995).
- Xabier Montoia: Beti Oporretan (Esan Ozenki, 1995).
- Jose Inazio Ansorena: Haize Hegoa (IZ, 1995).
- BAP!!: Leherteko Garaia (Esan Ozenki, 1995), Bazen (Metak, 2003).
- Xenreira: Érguete!! (Edicións do Cumio, 1997).
- Dixebra: Dieron en duru (L'Aguañaz, 1997), Glaya un país (L'Aguañaz, 2000), Sube la marea (L'Aguañaz, 2002).
- Anarquía Positiva: Anarquía positiva (Goxe Records, 1997)
- Inadaptats: Motì! Avalot (Esan Ozenki-Gora Herriak, 1998), INDP (Bullanga, 2002).
- Skanda: Skanda (L'Aguañaz, 1998).
- Hank: ¡Dios Mío Larry... Que Diablos Es Eso! (Brusco, 1999).
- Chucho: Tejido de Felicidad (Virgin, 1999), Los Diários de Petróleo, (Virgin, 2001).
- Arpioni: Un Mondo in Levare (Gritalo Forte, 1999), Buona Mista Social Ska (Gritalo Forte, 2001).
- Anari: Habiak (Esan Ozenki, 2000).
- Manta Ray: Esperanza (Astro, 2000), Estratexa (Acuarela, 2003).
- Betagarri: Freaky Festa (Esan Ozenki, 2000), "Arnasa Hartu (Metak, 2002)
- Fermin Muguruza: FM99.00 Dub Manifest (Esan Ozenki, 2000), In-komunikazioa (Kontrakalea-Metak, 2002).
- Anestesia: Ultra-Komunikatzen (Esan Ozenki, 2000).
- Eskorzo: La Sopa Boba (Tralla, 2000).
- Skalariak: En la Kalle (Gor, 2001), Radio Ghetto (Gor, 2003)
- Sagarroi: Meatzaldea (Metak, 2001), Euria Ari Duela (Metak, 2003), Toulouse (Metak, 2004).
- Segismundo Toxicómano: Un, Dos, Tres, Fuego (Wilma Producciones, 2001), Escapa! (Wilma Producciones, 2003)
- Amparanoia: Somos Viento (Emi-Odeon, 2001).
- Los Deltonos: Los Deltonos (DRO, 2001), Sólodo (DRO, 2003)
- O Jarbanzo Negro: Buscavidas (Desobediencia, 2002).
- El Señor Antipirina: El Señor Antipirina (A Vallekas Producciones, 2002).
- La Muñeca de Sal: El objeto inexistente (Recordings from the other side - Everlasting, 2002).
- Cultura Probase: People Like Us (Everlasting, 2003).
- Atom Rhumba: Backbone Ritmo (Munster, 2003), Amateur Universes (Oihuka, 2006).
- Inoren Ero Ni: Inoren Ero Ni (Metak, 2003).
- Lamatumbá: Lume (para que saia o sol) (Falcatruada, 2005).
- Kain: Génesis 4/16 (autoeditado, 2006)
- Kain:Cuestión de principios (autoeditado, 2008)
- Ruido Rojo:Re-Evolución (Fragment Records, 2009)
- ADN: "Nada que perder" (2012)
- O sonoro maxín: A onda sonora (chega do interior) (Inquedanzas sonoras, 2012)